# 아리랑학교추억의박물관
아리랑학교 추억의 박물관은 강원특별자치도 정선군에 있는 박물관이다. 한국의 전통 민요인 아리랑과 관련된 자료가 전시되어 있다.

## 연혁
- 2005년 2월 25일 개관

## 관람 안내
- 3월～11월: 토·일요일 10:30 ～ 17:00
- 동절기 휴관 및 평일 휴관